# باليوبيرغوس (تريكالا)
باليوبيرغوس (Παλαιόπυργος) هي مدينة في تريكالا في مقاطعة فوريا إلادا في اليونان.